# Anisocentropus solomonis
Anisocentropus solomonis là một loài Trichoptera trong họ Calamoceratidae. Chúng phân bố ở miền Australasia.